# Wolfersberg
Wolfersberg är en kulle i Österrike.   Den ligger i  förbundslandet Wien, i den östra delen av landet, 9 km väster om huvudstaden Wien. Toppen på Wolfersberg är 322 meter över havet, eller 47 meter över den omgivande terrängen. Bredden vid basen är 0,52 km.
Terrängen runt Wolfersberg är kuperad västerut, men österut är den platt. Runt Wolfersberg är det mycket tätbefolkat, med 3 134 invånare per kvadratkilometer.. Närmaste större samhälle är Wien, 9,3 km öster om Wolfersberg. 
I omgivningarna runt Wolfersberg växer i huvudsak blandskog.